# Informis Infinitas Inhumanitas
Informis Infinitas Inhumanitas è il secondo album studio della brutal death metal band statunitense Origin, pubblicato nel 2002 dall'etichetta discografica Relapse Records.

## Tracce
1. Larvae of the Lie – 3:03 (testo: James Lee, Paul Ryan)
2. Inhuman – 2:38 (testo: James Lee, Jeremy Turner)
3. Awaken the Suffering – 3:07 (testo: James Lee)
4. Perversion of Hate – 2:53 (testo: James Lee)
5. Portal – 3:17 (testo: James Lee)
6. Meat for the Beast – 3:06 (testo: James Lee, Paul Ryan)
7. Mental Torment – 2:58 (testo: James Lee, Mark Manning, Paul Ryan)
8. Insurrection – 4:24 (testo: James Lee)
9. Implosion of Eternity – 3:06 (testo: James Lee)

Durata totale: 28:32

## Formazione
- James Lee - voce
- Jeremy Turner - chitarra, voce
- Paul Ryan - chitarra, voce
- Mike Flores - basso
- John Longstreth - batteria